# Verklaring van overlijden
Een verklaring van overlijden (ook wel overlijdensverklaring of A-formulier genoemd) is een verklaring die wordt afgegeven door een arts, en waarmee deze verklaart dat de op het formulier genoemde persoon een natuurlijke dood is gestorven.

## Nederlandse situatie
Een behandelende arts is gerechtigd om na het vaststellen van het overlijden van een persoon, als deze overtuigd is dat de dood een natuurlijke oorzaak had, een verklaring van overlijden in te vullen. In deze verklaring, zoals vastgelegd in artikel 7 van de Wet op de lijkbezorging, worden de persoonsgegevens van de overledene alsook de gemeente en datum van overlijden vermeld. Daarbij verklaart de arts dat deze het lijk persoonlijk geschouwd heeft en dat deze overtuigd is van een natuurlijke dood. Dit formulier wordt gebruikt door de burgerlijke stand om een akte van overlijden op te stellen en een verlof tot begraven of cremeren af te kunnen geven.
Tegelijk met de verklaring van overlijden wordt een doodsoorzaakverklaring (ook wel B-formulier genoemd) ingevuld, zoals vastgelegd in artikel 12a van de Wet op de lijkbezorging. Op dit formulier wordt door de schouwend arts de doodsoorzaak ingevuld, alsmede nog enkele gegevens omtrent de toedracht van het overlijden. In tegenstelling tot de verklaring van overlijden bevat dit niet de persoonsgegevens van de overledene. Het formulier wordt zodoende geanonimiseerd overgedragen aan het Centraal Bureau voor de Statistiek.
Als de schouwend arts niet overtuigd is van een natuurlijk overlijden - dat kan zijn als er duidelijk sprake is van een niet-natuurlijke dood zoals een ongeval, moord, zelfmoord of euthanasie, maar ook in geval van twijfel of onduidelijkheid, dan moet de arts een gemeentelijk lijkschouwer inschakelen die de schouw doet. Als deze alsnog tot de conclusie komt dat er sprake is van een natuurlijk overlijden dan kan deze een verklaring van overlijden en een doodsoorzaakverklaring invullen. Als de gemeentelijk lijkschouwer tot de conclusie komt dat er geen sprake is van een natuurlijk overlijden dan vult deze wel de doodsoorzaakverklaring in maar niet de verklaring van overlijden. In plaats daarvan vult deze twee z.g. Artikel 10-formulieren (genoemd naar artikel 10 van de Wet op de lijkbezorging) in. Het ene formulier wordt in plaats van de verklaring van overlijden gestuurd aan de burgerlijke stand; het andere aan de officier van Justitie. Als de burgerlijke stand geen verklaring van overlijden maar een artikel 10-formulier ontvangt, geeft deze pas een verlof tot begraven of cremeren af nadat men een brief van de officier van Justitie heeft ontvangen dat deze daartoe toestemming verleend heeft, door het lichaam van de overledene 'vrij te geven'.

### NODO(K)-procedure
Sinds 1 oktober 2012 is de schouwend arts in geval van het overlijden van een minderjarige verplicht om altijd te overleggen met een gemeentelijk lijkschouwer. Tijdens dat overleg kan worden besloten om alsnog tot het invullen van een verklaring van overlijden over te gaan, ofwel tot nader onderzoek door de gemeentelijk lijkschouwer. Als uit dat onderzoek blijkt dat er sprake is van een onverwacht en onverklaard overlijden, dan kan deze de NODO-procedure (afkorting van Nader Onderzoek DoodsOorzaak; later in een iets gewijzigde versie hernoemd tot NODOK-procedure) in werking stellen, waarbij een uitgebreid onderzoek door een speciaal NODO(K)-team wordt gedaan.